# Deirdre Lovejoy
Deirdre Lovejoy (Abilene, 30 luglio 1962) è un'attrice statunitense nota per il ruolo dell'avvocato Rhonda Pearlman nella serie TV The Wire e di Cynthia Panabaker in The Blacklist.

## Biografia
Deirdre Lovejoy è nata il 30 luglio 1962 ad Abilene in Texas e ha debuttato partecipando ai 3 episodi della miniserie TV The Kennedys of Massachusetts interpretando il ruolo di Rosemary Kennedy (terzogenita del celeberrimo ex Presidente degli Stati Uniti).
È diventata famosa per il ruolo avuto in tutte e 5 le stagioni della pluripremiata serie TV The Wire.

## Filmografia

### Cinema
- Rescuing Desire, regia di Adam Rodgers (1996)
- Sour Grapes, regia di Larry David (1998)
- Destini incrociati (Random Hearts), regia di Sydney Pollack (1999)
- Il talento di Mr. Ripley, regia di Anthony Minghella (1999)
- Shaft, regia di John Singleton (2000)
- My Sister's Wedding, regia di David W. Leitner (2001)
- Tredici variazioni sul tema (Thirteen Conversations About One Thing), regia di Jill Sprecher (2001)
- Step Up, regia di Anne Fletcher (2006)
- Il segreto di David - The Stepfather (The Stepfather), regia di Nelson McCormick (2009)
- Bad Teacher - Una cattiva maestra (Bad Teacher), regia di Jake Kasdan (2011)
- Lionhead, regia di Thomas Rennier (2013)
- Thirsty, regia di Margo Pelletier (2016)
- Billy Lynn - Un giorno da eroe (Lynn's Long Halftime Walk), regia di Ang Lee (2016)
- The Post, regia di Steven Spielberg (2017)
- Spiked, regia di Juan Martinez Vera (2021)
- I See You and You See Me, regia di Harris Doran (2021)

### Televisione
- The Kennedys of Massachusetts - miniserie TV, 3 episodi (1990)
- Law & Order - I due volti della giustizia (Law & Order) - serie TV, 2 episodi (1994-1997)
- Seinfeld - serie TV, episodio 9x11 (1998)
- Trinity - serie TV, episodio 1x08 (1999)
- Squadra emergenza (Third Watch) - serie TV, episodio 1x03 (1999)
- Spin City - serie TV, 3 episodi (1999-2000)
- Law & Order - Unità vittime speciali (Law & Order: Special Victims Unit) - serie TV, 4 episodi (2000-2021)
- Ed - serie TV, episodio 2x05 (2001)
- Senza traccia (Without a Trace) - serie TV, episodio 1x09 (2002)
- The Wire - serie TV, 60 episodi (2002-2008)
- Law & Order: Criminal Intent - serie TV, 2 episodi (2002-2009)
- Squadra Med - Il coraggio delle donne (Strong Medicine) - serie TV, episodio 3x17 (2003)
- Il tocco di un angelo (Touched by an Angel) - serie TV, episodio 9x13 (2003)
- Kingpin - serie TV, episodio 1x03 (2003)
- The Lyon's Den - serie TV, episodio 1x11 (2003)
- Giudice Amy (Judging Amy) - serie TV, episodio 5x08 (2003)
- NYPD - New York Police Department (NYPD Blue) - serie TV, episodio 11x12 (2004)
- West Wing - Tutti gli uomini del Presidente (The West Wing) - serie TV, 2 episodi (2004)
- Nip/Tuck - serie TV, episodio 3x09 (2005)
- The Closer - serie TV, episodio 2x09 (2006)
- Numb3rs - serie TV, episodio 3x09 (2006)
- Close to Home - Giustizia ad ogni costo (Close to Home) - serie TV, 2 episodi (2006-2007)
- Cold Case - Delitti irrisolti (Cold Case) - serie TV, episodio 5x10 (2007)
- Shark - Giustizia a tutti i costi (Shark) - serie TV, episodio 2x15 (2008)
- Eli Stone - serie TV, 2 episodi (2008)
- Bones - serie TV, 3 episodi (2009-2011)
- Lie to Me - serie TV, episodio 1x05 (2009)
- Saving Grace - serie TV, episodio 3x04 (2009)
- The Forgotten - serie TV, episodio 1x01 (2009)
- Medium - serie TV, 2 episodi (2009)
- Outlaw - serie TV, episodio 1x02 (2010)
- Criminal Minds - serie TV, episodio 6x13 (2011)
- Brothers & Sisters - Segreti di famiglia (Brothers & Sisters) - serie TV, episodio 5x20 (2011)
- The Protector - serie TV, episodio 1x09 (2011)
- Body of Proof - serie TV, 2 episodi (2012)
- Private Practice - serie TV, episodio 6x06 (2012)
- American Horror Story - serie TV, episodio 2x12 (2013)
- Girls - serie TV, episodio 3x09 (2014)
- Orange Is the New Black - serie TV, 2 episodi (2014)
- The Blacklist - serie TV, 18 episodi (2016-2023)
- Shameless - serie TV, 3 episodi (2016-2021)
- American Gothic - serie TV, 9 episodi (2016)
- Elementary - serie TV, episodio 5x11 (2017)
- Bull - serie TV, episodio 2x03 (2017)
- NCIS: New Orleans - serie TV, 1 episodio (2018)
- The Good Fight - serie TV, episodio 2x13 (2018)
- Trollville - serie TV, 5 episodi (2018)
- Dion - serie TV, 7 episodi (2019)
- Manhunt: Unabomber - serie TV, episodio 2x10 (2019)
- Run - Fuga d'amore (Run) - serie TV, episodio 1x03 (2020)
- Big Dogs - serie TV, 3 episodi (2020)

## Doppiatrici italiane
Nelle versioni in italiano delle opere in cui ha recitato, Deirdre Lovejoy è stata doppiata da:
- Antonella Alessandro in The Closer, Private Practice
- Manuela Massarenti in Law & Order - Criminal Intent (ep. 2x06)
- Anna Radici in Law & Order: Criminal Intent (ep. 8x16)
- Daniela Nobili in The Wire
- Isabella Pasanisi in Cold Case - Delitti irrisolti
- Maria Grazia Dominici in Criminal Minds
- Dania Cericola in Billy Lynn - Un giorno da eroe
- Tiziana Avarista in American Gothic
- Anna Cugini in The Blacklist
- Paola Majano in Elementary
- Antonella Giannini in Bull
- Alessandra Korompay in Dion